# Sutorina
 (avril 2020).
Si vous disposez d'ouvrages ou d'articles de référence ou si vous connaissez des sites web de qualité traitant du thème abordé ici, merci de compléter l'article en donnant les références utiles à sa vérifiabilité et en les liant à la section « Notes et références ».
Sutorina (en serbe cyrillique : Суторина) est un village de l'ouest du Monténégro, dans la municipalité de Herceg Novi.
Jusqu'à un accord frontalier en 2015 entre le Monténégro et la Bosnie-Herzégovine, le territoire était revendiqué par cette dernière : entre 1699 et le début des années 1950, Sutorina relève du territoire bosnien au sein de l'Empire ottoman, de l'Autriche-Hongrie puis de la Yougoslavie, faisant d'elle à l'époque le second accès maritime de la Bosnie aux côtés de la municipalité Neum.

## Histoire

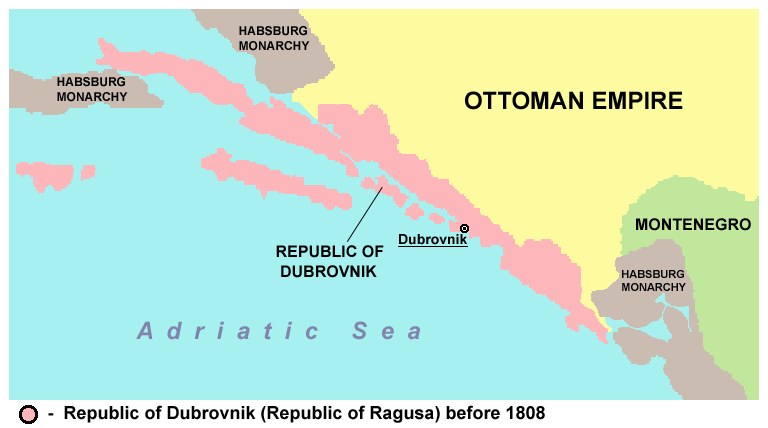
La République de Raguse entourée par les territoires de Neum et Sutorina, cédés à l'Empire Ottoman.
République de Raguse
Empire ottoman
République de Venise

En 1699 lors du traité de Karlowitz, la république de Raguse (actuelle Dubrovnik) cède deux zones tampons à l'Empire ottoman, avec pour objectif de se protéger des ambitions de la république de Venise. Ces deux territoires sont la région de Neum au nord et celle de Sutorina avec le port de Herceg Novi au sud. En conséquence, de 1699 à 1908, ceux-ci appartiennent à l’Empire ottoman, pour lequel l’existence de cette séparation terrestre entre les possessions vénitiennes et Dubrovnik devait permettre un accès maritime, mais aussi la perception de droits de douane. 
Après la chute de la République vénitienne en 1797 et le congrès de Vienne en 1815, l'empire d'Autriche, qui a annexé à la fois les possessions dalmates de Venise et le territoire de Raguse, tente de racheter les enclaves Neum et Sutorina aux Ottomans, en vain. En conséquence, l'Autriche stationne un navire de guerre pour bloquer l'accès au port de Neum jusqu'au traité de Berlin de 1878: Neum et Sutorina sous contrôle ottoman depuis 179 ans, sont désormais de facto administrée par l’Autriche-Hongrie, celle-ci possédant désormais le condominium de Bosnie-Herzégovine.
Après la défaite de l'Empire austro-hongrois lors de la Première Guerre mondiale en 1918, Neum et Sutorina rejoint le royaume des Serbes, Croates et Slovènes qui devient le royaume de Yougoslavie en 1929. Sous la dynastie Karađorđević, le gouvernement yougoslave fait table rase des frontières passées, l'histoire commune entre Sutorina et Neum établie en 1699 s’arrête en 1929, la première étant incluse dans la Banovine de la Zeta, tandis que la seconde rejoint la Banovine du Littoral.
Après la Seconde Guerre mondiale, la république fédérative socialiste de Yougoslavie de Tito est fondée sur le principe d'établir les républiques fédérées à leurs frontières de 1878, c'est pourquoi l'enclave de Neum est incluse dans la république populaire de Bosnie-Herzégovine, y compris la majeure partie de la péninsule de Klek, les deux îlots Veliki et Mali Školj et le rocher de Lopata dans la baie de Klek. Néanmoins, le territoire de Sutorina est quant à lui intégré à la république populaire du Monténégro : les politiciens locaux bosniens cèdent le territoire près de Sutorina, Igalo et Njivice et reçoivent de la part des monténégrins un territoire à l'est de la rivière Sutjeska, comprenant les villages montagneux de Maglić, précisément Kruševo et Vučevo.
Lors de la dislocation de la Yougoslavie et de l'indépendance des deux pays respectifs, Sutorina devient un litige frontalier entre la Bosnie-Herzégovine et le Monténégro. Le 26 août 2015, les gouvernements de Bosnie-Herzégovine et du Monténégro signent à Vienne un accord frontalier qui confère la souveraineté de Sutorina au Monténégro.

## Démographie

### Évolution historique de la population
| 1948 | 1953 | 1961 | 1971 | 1981 | 1991 | 2003 |
| ---- | ---- | ---- | ---- | ---- | ---- | ---- |
| 404  | 410  | 398  | 358  | 437  | 489  | 607  |